# Прва битка код Басана
Битка код Басана одиграла се 8. септембра 1796. године између француских и аустријских снагба. Битка је део француских револуционарних ратова и завршена је победом Француза.

## Битка
Басано је италијански град у покрајини Виченци. Код овог града су се у француским револуционарним ратовима водиле две битке. У првој бици код Басана која се одиграла 8. септембра 1796. године, Наполеон Бонапарта је разбио снаге аустријског фелдмаршала Дагоберта Вурмзера који је извршио други покушај деблокаде Мантове. Том приликом заробљено је 3000 Аустријанаца и 35 топова.